# Wellington Alves da Silva
Wellington Alves da Silva, mais conhecido como Wellington Silva (Rio de Janeiro, 6 de janeiro de 1993), é um futebolista brasileiro que atua como atacante. Atualmente joga pelo Qingdao Hainiu, da China.

## Carreira

### Fluminense
Desde novo Wellington Silva era badalado e diferenciado na base do Fluminense, considerado uma das maiores promessas da geração 1993 do Brasil, com apenas 16 anos ganhou o status de prodígio e foi incorporado ao elenco profissional do Fluminense.
Em 2010, o Fluminense negociou o jogador com o Arsenal da Inglaterra, pelo valor de R$ 10 milhões, o Arsenal venceu a concorrência do Real Madrid, Chelsea e Manchester United  e com apenas 17 anos já tinha sido vendido, como na época ainda era menor de idade, continuou defendendo o time do Rio de Janeiro até o início de 2011. Neste tempo, o jogador foi bastante criticado devido a negligência com o clube carioca pelo então técnico Muricy Ramalho e pelo  vice-presidente de futebol do Fluminense, Alcides Antunes.

### Arsenal
Na Inglaterra, o jogador não conseguiu tirar uma licença de trabalho da Associação de Futebol da Inglaterra, o Arsenal decidiu emprestá-lo ao espanhol Levante, clube o qual o jogador não conseguiu se adaptar. O jogador foi sucessivas vezes emprestado, principalmente a Clubes espanhois, e em 5 anos de contrato nunca teve a chance de disputar uma partida oficial pelos Gunners.
Em 2015 finalmente conseguiu sua licença de trabalho da Associação de Futebol da Inglaterra, porém continuou sem ter chances e foi emprestado ao Bolton

### Alcoyano
Em 12 de janeiro de 2012, foi emprestado para o Alcoyano, da segunda divisão do futebol espanhol até o fim da temporada.

### Ponferradina
Retornando ao Arsenal em julho do mesmo ano e ainda sem alguma chance no elenco do clube inglês, Wellington foi novamente emprestado no dia 16 de agosto, desta vez ao Ponferradina.Ele marcou seu primeiro gol pelo seu novo clube em 12 de setembro, na Taça da Espanha contra o Villareal, aos 11 minutos do segundo tempo. Ele então jogou os últimos 15 minutos na derrota do Ponferradina por 2 a 1 para o Barcelona B na Liga Adelante.

### Retorno ao Fluminense
Sem espaço, descontente e com apenas mais 1 ano de contrato com o Arsenal, Wellington decidiu forçar sua volta para o Brasil, o clube Inglês não dificultou o negocio apenas incluindo uma clausula de recompra de 50% dos direitos econômicos por 5 milhões de euros (aproximadamente R$ 17 milhões).
No dia 18 de julho de 2016, finalmente retorna ao Fluminense, clube que o formou, em contrato válido por 4 anos. Já em 2016 conseguiu atingir a marca de maior numero de atuações por apenas um clube chegando a marca de 40 jogos pela equipe Tricolor.
Em 2017, Wellington marcou na final da Taça Guanabara contra o Flamengo, saindo em alta velocidade do campo de defesa em um contra-ataque correndo 10 metros em 1,59 segundos, antes disso na abertura do Campeonato Carioca fez gol contra o Vasco da Gama, time em que voltaria a fazer gol nas semifinais do Campeonato Carioca numa grande atuação aonde além do gol forçou a expulsão do Camisa 8 da equipe Cruz-Maltina, Douglas Luiz. Foi eleito para seleção do Campeonato Carioca de 2017.

### Internacional
Em 2018, em um negociação arrastada, foi contratado pelo Internacional por empréstimo até o final do ano. Fez sua estreia em 15 de fevereiro, em virada contra o Juventude por 3 a 1 no Gauchão. E marcou gol pela primeira vez pelo Inter em partida do Brasileirão contra o Atlético-PR, em empate por 2 a 2. Após diversas lesões durante a temporada, no fim dela transformou-se em um reserva de luxo do elenco colorado, com boas atuações na reta final do Brasileirão contra Vasco e Atlético-PR, contra o qual deu assistência para o gol de empate, marcado por Rodrigo Moledo.

### Segundo retorno ao Fluminense
Após cerca de dois anos emprestado ao Internacional pelo Fluminense devido aos altos salários que possuía no clube, o jogador retorna ao  no início de 2020 a pedido do técnico Odair Hellmann após rescisão com o Internacional em vez de esperar o empréstimo terminar no meio de 2020, e renova por mais seis meses com o clube.  
Em 10 de março de 2021, Wellington Silva teve contrato rescindido com o Fluminense.

## Seleção Brasileira

### Sub-17
Wellington Silva começou a se destacar no futebol logo cedo, conquistando a Copa Sendai de 2009 pela Seleção Brasileira e, no mesmo ano, atuou no Mundial Sub-17.

## Títulos
Seleção Brasileira
- Copa Sendai: 2009
- Torneio Internacional da China: 2014

Fluminense
- Campeonato Brasileiro: 2010
- Taça Guanabara: 2017
- Taça Rio: 2020

Cuiabá
- Campeonato Mato-Grossense: 2023